# Hervormde kerk (Abbekerk)
De Hervormde Kerk in het Noord-Hollandse dorp Abbekerk is een rijksmonumentaal kerkgebouw. De kerk is geregistreerd onder nummer 30655, omdat de toren ooit behoorde tot de wereldlijke gemeente in plaats van de kerkelijke gemeente heeft de toren het nummer 30656. Wel zijn beide op 23 november 1971 ingeschreven in het monumentenregister.

## Geschiedenis
Het schip van de kerk is omstreeks 1500 opgetrokken, uit hergebruikte materialen en vermoedelijk 17 jaar later werd het reeds verhoogd. In de periode 1949-1952 werd de kerk gerestaureerd, hierbij werd het pleisterwerk op de toren verwijderd en die op de kerk juist geplaatst.

## Schip
De kerk is een beuk breed, het koor daarentegen is twee traveeën breed. Het dak van het schip is in de 17e of 18e eeuw vernieuwd, het dak van het koor is nog origineel. Het tongewelf werd in 1756 vernieuwd. 

### Exterieur
De muren van het schip zijn opgetrokken uit hergebruikte bakstenen. Aan een van de buitenmuren hangt een barometer uit 1878.

### Interieur
In de kerk is nog een herenbank aanwezig, deze stamt uit 1728. Het tochtportaal is op 1838 gedateerd en het bevat renaissancistische ornamenten. Er zijn in de kerk eveneens drie koperen kroonluchters aanwezig. Het aanwezige orgel, 1865, is van de hand van H. Knipscheer.

## Toren
De toren bevat een gevelsteen met daarin het jaar 1656, de bakstenen spits is echter van latere datum. De balustrade daarentegen is wel weer origineel. In de derde geleding zijn aan alle vier de zijdes twee smalle rondbogige galmgaten aangebracht. De galmgaten zijn gesloten. Achter de galmgaten bevindt zich een klok van Claude Fremy, de klok is gedateerd op 1684 en heeft een diameter van 103 cm. Het mechanische uurwerk uit de 17e eeuw is niet langer in gebruik. 